# Resolza
(Montanaru (Antonio Casula), 'xSa Leppa Pathadina'x)

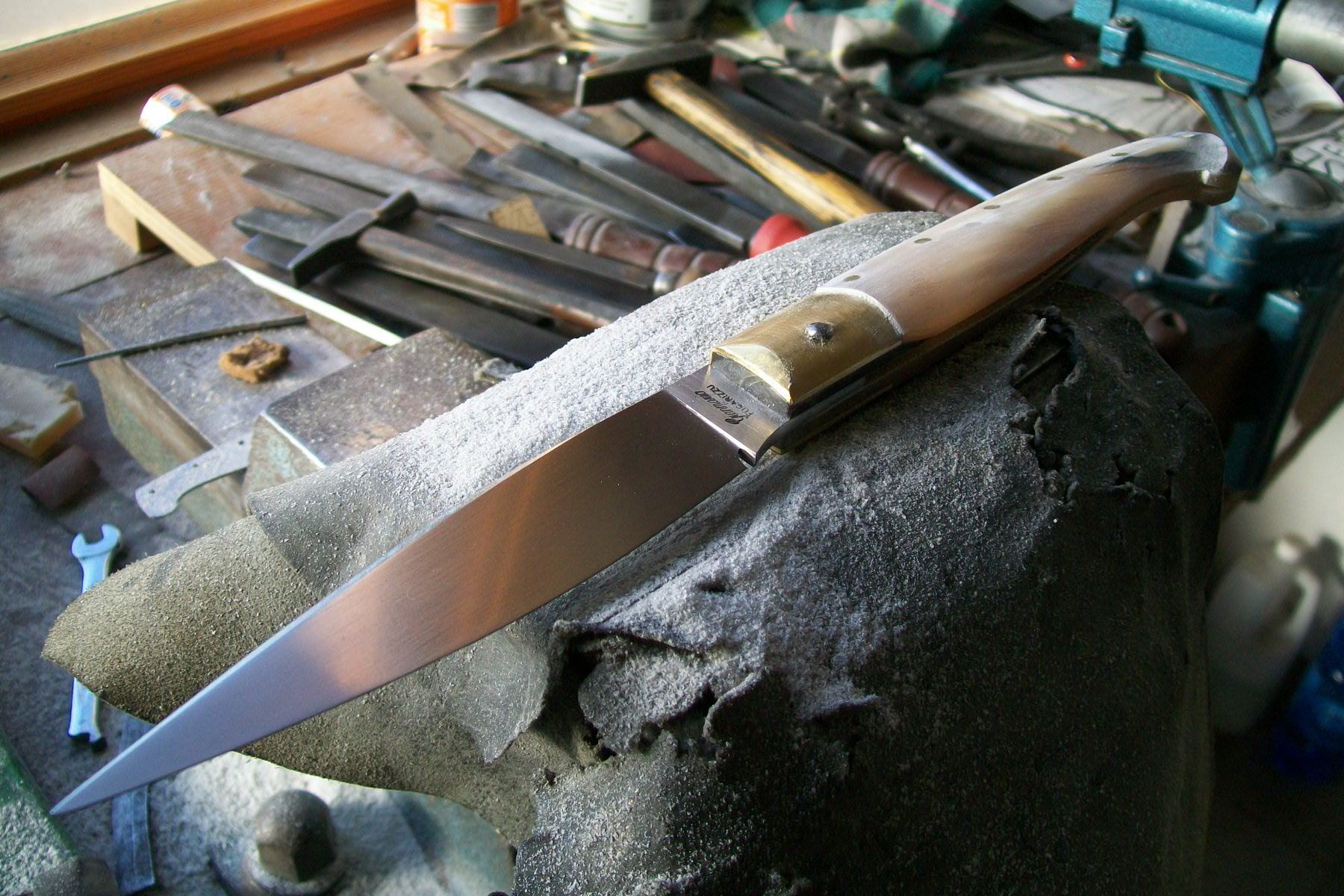
Resolza pattadesa

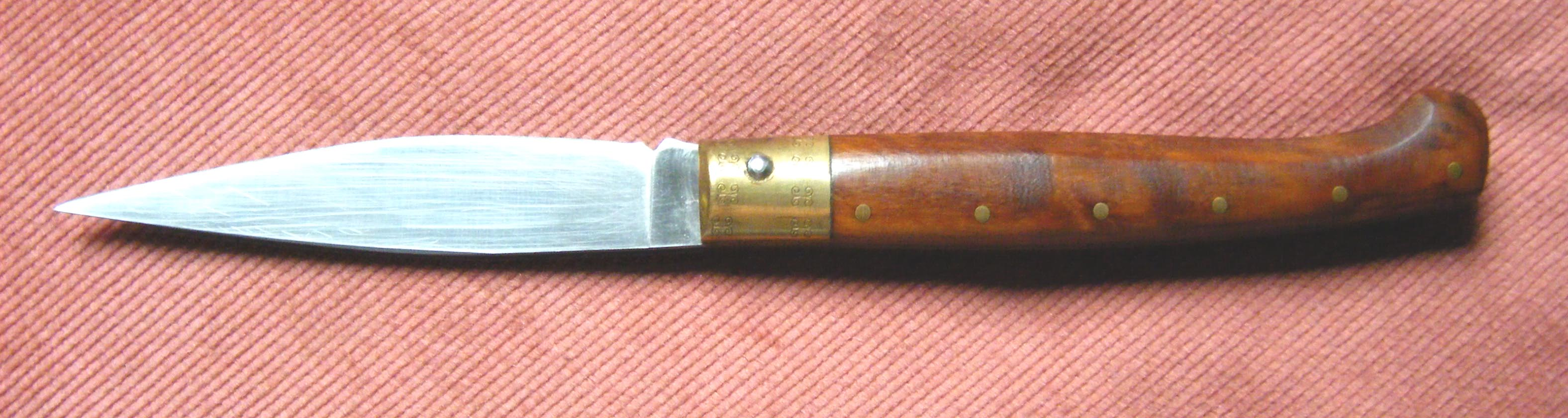
Tipica resolza pattadesa

La resolza, arresoja, lesorja (plurale resolzas, arresojas, lesorjas), chiamata anche resorja, o resorza, è il tipico coltello a serramanico della Sardegna, i cui principali e più famosi centri di produzione sono Pattada (SS), Santu Lussurgiu (OR), Guspini (SU) e Arbus (SU).
Sa resolza era, ed è tuttora, il tradizionale coltello sardo, e l'abilità e la maestria degli artigiani sardi hanno fatto sì che essa divenisse fonte di sostentamento e di celebrità non solo per coloro che la producono ma anche per gli stessi paesi in cui è viva la tradizione manifatturiera. Questo legame col territorio di produzione è testimoniato ormai dal fatto che quel tipo di coltello viene detto anche "pattadese" (pattadesa), "arburese" (arburesa), o "guspinese" ("guspinesa").
La regione Sardegna, per tutelarne la produzione artigianale, ha conferito il marchio DOC a questi tre tipi di coltelli, accrescendone la fama e il valore.

## Tipologia

### Pattadesa
Caratteristico del sassarese, nato nel paese di Pattada, è particolare per la sua lama in acciaio e in damasco con manico di corna di muflone. 
Il coltello di Pattada è a serramanico e la sua lama viene realizzata in differenti lunghezze a seconda dell’uso.

### Arburesa
Oltre alla "pattadese" (pattadesa), di rilievo è citare anche il modello "arburese" (arburesa), caratteristico per la sua forma panciuta a foglia larga: è considerato tra i migliori per scuoiare animali o come strumento per la pratica venatoria. 
L'arburese fa parte della categoria dei coltelli cosiddetti monolitici. Il manico, spesso in corno di montone, viene ricavato da un monoblocco tagliato appositamente per l'alloggiamento della lama e solitamente impreziosito con sculture che spesso rappresentano la fauna sarda.

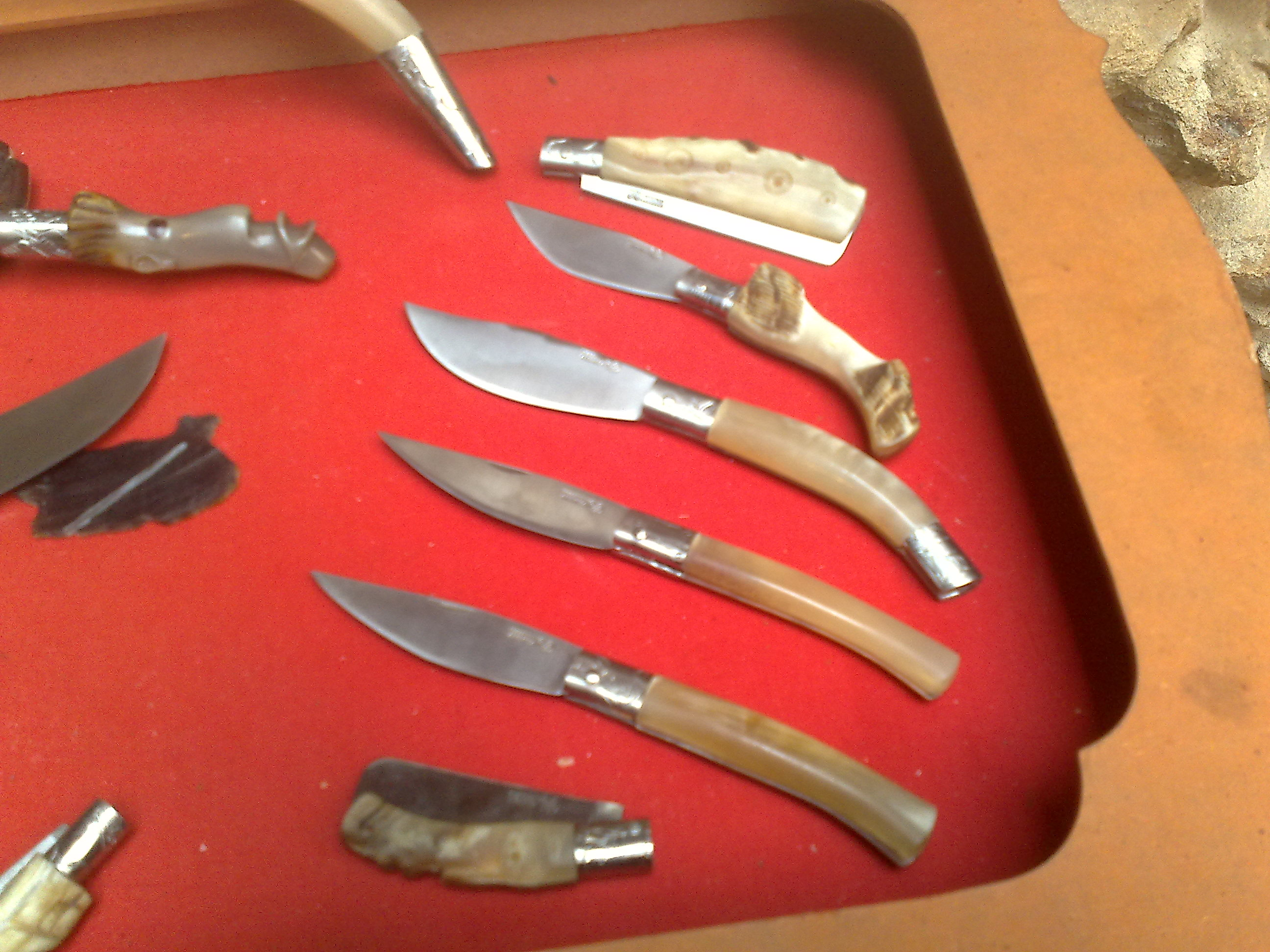
Diversi tipi di arburesa al Museo del coltello di Arbus

### Guspinesa
Esiste anche un tipo di coltello definito “guspinese”, avente foggia un po' panciuta, consono per un uso di punta e taglio. Un decreto del Governo Giolitti dell'8 novembre 1908 emanò il divieto generale di questo strumento in tutta Italia. Pertanto, venne mozzato della punta, anche a seguito dei continui litigi all'interno delle miniere del Medio Campidano e all'uso quotidiano dei coltelli in terra sarda, maggiore rispetto alla penisola. La Guspinesa, nella versione prodotta con la lama a punta leggermente panciuta, è chiamata anche a foglia di mirto. Divenne il cosiddetto coltello dei minatori.

#### Aneddoto
Una maggiore notorietà fu raggiunta durante la prima guerra mondiale, in quanto si narra che le forze armate sarde, nella fattispecie la Brigata Sassari, fecero retrocedere con maestria il nemico in una lotta corpo a corpo, utilizzando questo coltello.

## Precisazioni
Non si deve confondere la resolza con la cosiddetta leppa, benché tale termine sia d'impiego ormai comune per indicare i coltelli sardi a serramanico: infatti, questa era una vera e propria sciabola di circa 60 cm con la punta incurvata verso l'alto e che, per ragioni di difesa personale, si portava legata alla cintola: la leppa era una lama il cui modello non trova alcun corrispettivo né in Italia, né in qualsivoglia altra parte d'Europa, esistendone di simili solo in Medio Oriente e presso alcune tribù berbere del Nordafrica.

## Curiosità

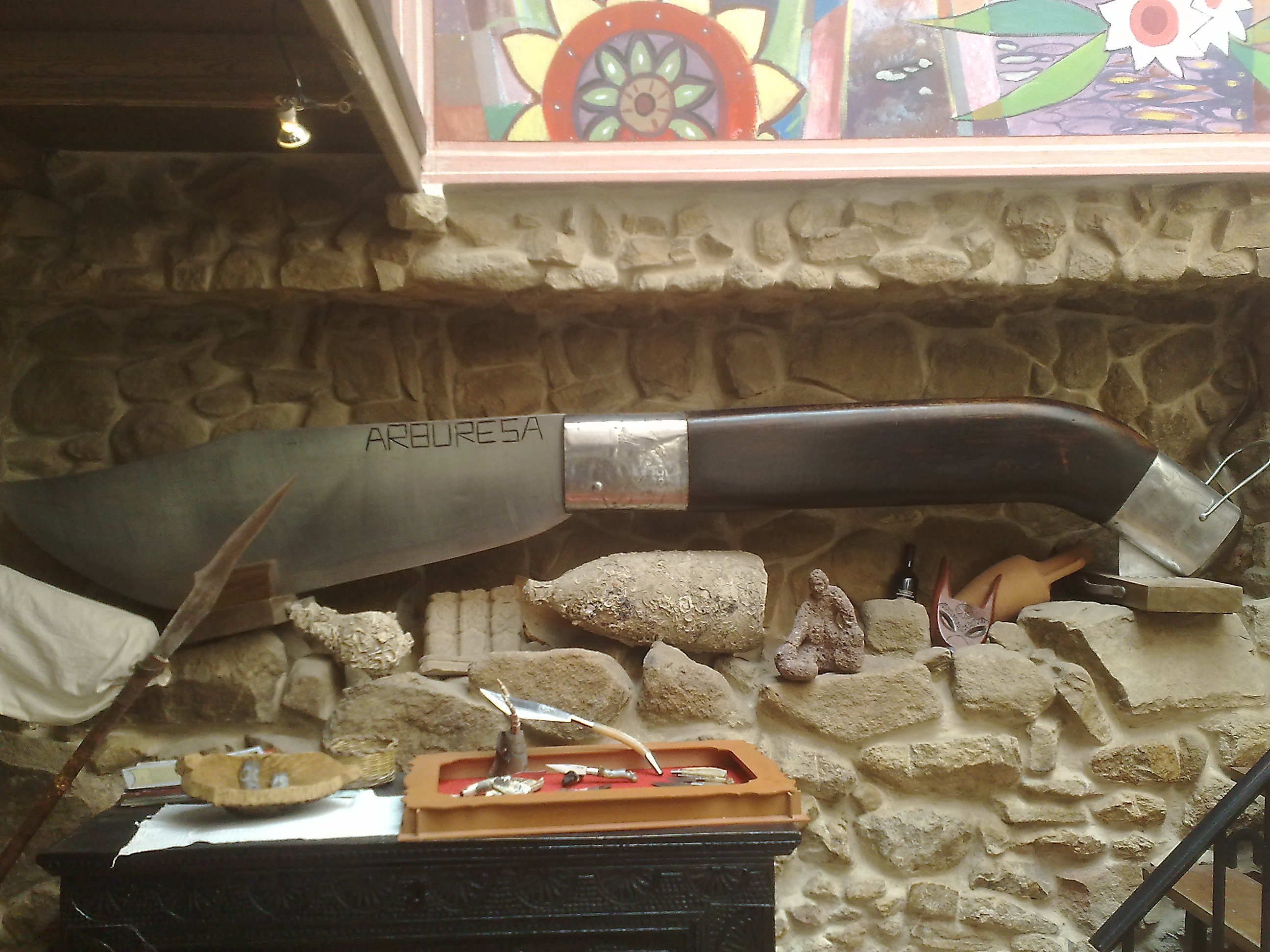
Il coltello entrato nel Guinness dei primati nel 1986

La arresoja più grande del mondo, oggi conservata nel museo del coltello sardo di Arbus, ha una lunghezza di 4,85 m e un peso 295 kg. Entrata nel Guinness dei primati nel 1986, è il frutto di un'impresa è stata compiuta da Paolo Pusceddu di Arbus.